# Marija Šestak
Marija Šestak (Servisch: Марија Шестак), geboren als Marija Martinović (Servisch: Марија Мартиновић) (Kragujevac, 17 april 1979) is een Sloveense hink-stap-springer van Servische komaf. Ze werd Balkan kampioene, Servisch kampioene en meervoudig Joegoslavisch kampioene in deze discipline. Op 13 juli 2006 veranderde ze haar nationaliteit van Servische naar Sloveense. Met een persoonlijk record van 6,59 m bij het verspringen kan ze ook goed uit de voeten in deze discipline. Bij het verspringen won ze driemaal de nationale titel. Ze nam driemaal deel aan de Olympische Spelen, maar won hierbij geen medailles.

## Loopbaan
In 1997 boekte Šestak haar eerste succes door op de Europese kampioenschappen voor junioren een zilveren medaille te veroveren bij het hink-stap-springen. Een jaar later won ze op de wereldkampioenschappen voor junioren in het Franse Annecy een bronzen medaille in dezelfde discipline. Met een beste poging van 13,47 m eindigde ze achter de Algerijnse Baya Rahouli (goud) en de Roemeense Mariana Solomon (zilver).
Op de Olympische Spelen van 2000 in Sydney vertegenwoordigde ze Joegoslavië bij het hink-stap-springen en sneuvelde in de kwalificatieronde met een beste sprong van 13,49.
Op de wereldatletiekfinale (2005), de wereldkampioenschappen van 2007 en de wereldatletiekfinale (2007) behaalde Marija Šestak een vijfde plaats. Haar beste prestatie leverde ze in 2008 door op de wereldindoorkampioenschappen in het Spaanse Valencia een bronzen medaille te veroveren. Ze kwam tot 14,68 en eindigde hiermee achter de Cubaanse Yargelis Savigne, die een Noord- en Midden-Amerikaans indoorrecord sprong van 15,05 en de Griekse Hrysopiyi Devetzi, die een nationaal record sprong van 15,00. Op de Olympische Spelen in Peking, later dat jaar, werd ze vijfde. 
Vier jaar later bij de Olympische Spelen in Londen plaatste Šestak zich met 14,16 wederom voor de finale. Daarin werd ze elfde met een beste poging van 13,98.
Marija Šestak is getrouwd met de Sloveense 400 meterloper Matija Šestak.

## Titels
- Balkan indoorkampioene hink-stap-springen - 2002
- Joegoslavisch kampioene hink-stap-springen - 1996, 1997, 1998, 1999, 2001
- Joegoslavisch kampioene verspringen - 1996, 2000, 2001
- Joegoslavisch indoorkampioene hink-stap-springen - 1994, 1995, 1996
- Servisch en Montenegro kampioene hink-stap-springen - 2003

## Persoonlijke records
Outdoor
| Onderdeel          | Prestatie | Datum            | Plaats  |
| ------------------ | --------- | ---------------- | ------- |
| verspringen        | 6,58 m    | 28 juni 2007     | Velenje |
| hink-stap-springen | 15,03 m   | 17 augustus 2008 | Peking  |

Indoor
| Onderdeel          | Prestatie | Datum            | Plaats    |
| ------------------ | --------- | ---------------- | --------- |
| verspringen        | 6,59 m    | 26 januari 2007  | Boedapest |
| hink-stap-springen | 15,08 m   | 13 februari 2008 | Peanía    |

## Palmares

### hink-stap-springen
- 1997: 18e in kwal. WK - 13,30 m
- 1997:  EK junioren - 13,54 m
- 1998:  WJK - 13,47 m
- 2000: 13e in kwal. OS - 13,49 m
- 2000:  Europacup in Banská Bystrica - 14,06 m
- 2001:  EK U23 - 13,72 m
- 2001:  Middellandse Zeespelen - 13,97 m (wind)
- 2002: 6e EK indoor - 14,00 m
- 2006: 5e Wereldatletiekfinale - 14,32 m
- 2007: 5e WK - 14,72 m
- 2007: 5e Wereldatletiekfinale - 14,31 m
- 2008:  WK indoor - 14,68 m
- 2008: 6e OS - 15,03 m
- 2008:  Wereldatletiekfinale - 14,63 m
- 2009:  EK indoor - 14,60 m
- 2009: 12e in kwal. WK - 13,67 m
- 2011: 12e in kwal. WK - 13,87 m
- 2012: 5e in kwal. WK indoor - 14,05 m
- 2012: 10e EK - 14,01 m
- 2012: 11e OS - 13,98 m (kwal. 14,16 m)

Diamond League-podiumplekken
- 2012:  Memorial Van Damme – 14,10 m